# Sanna Persson
Sanna Persson, eg. Susanna Lotte Persson Halapi, född 18 augusti 1974 i Kävlinge, är en svensk komiker och skådespelare.

## Biografi
Sanna Persson började sin komikerbana inom Lunds studentliv. Hon tillhörde den första generationen av den kvinnliga spexensemblen Boelspexarna och har också medverkat i flera Lundakarnevaler, bland annat i en större roll i karnevalsfilmen Vaktmästaren och professorn (2002).
På riksplanet torde hon vara mest känd från TV-serierna Hipp Hipp! (där hon bland annat spelade litauiskan Jolanta, värdinna hos "Svenska Kändisresor"), Extra allt och Anders och Måns. Tillsammans med herrarna i det sistnämnda programmet, Anders Johansson och Måns Nilsson, har hon också spelat krogshow i Malmö samt hållit i invigningen av Malmöfestivalen 2005. Förstärkta med Josefina Johansson utgjorde Persson, Nilsson och Johansson under en period även Humorkollektivet Ivan Lendl. 
Persson har även spelat roller i bland annat Jan Troells Så vit som en snö, en uppsättning av Joyce Carol Oates pjäs Naken och dramadokumentären Hjärtats oro om Hjalmar Bergman.
Vintern 2003 deltog hon i Bröderna Lagerståhls nyårsrevy på Lunds stadsteater. Nyåret 2005-06 spelade Sanna Persson med i En sorts nyårskabaré i Malmö tillsammans med bland andra Mikael Wiehe och Gonzalo Del Rio Saldias. Julen 2006 medverkade hon i Hipp Hipp-gängets "julkalender" Itzhaks julevangelium på SVT och under hösten 2007 kunde hon ses i pjäsen Kalla det vad fan du vill på Malmö Dramatiska Teater.
2006 läste Sanna Persson Halapi in Marjaneh Bakhtiaris roman Kalla det vad fan du vill som ljudbok för förlaget HörOpp! 2008 läste hon även in Bakhtiaris nästa roman, Kan du säga schibbolet?, som ljudbok för förlaget Ordfront Ljud.
2010 var Sanna Persson Halapi med i Vid Vintergatans slut och spelade den nya rollen Pax. 2012–2015 spelade hon återigen Pax i serien Pax jordiska äventyr. 2012 spelade hon mamma Kicki i SVT:s julkalender Mysteriet på Greveholm – Grevens återkomst.
Sanna Persson är sedan 2006 gift med Lars Halapi. Hennes näsa finns avgjuten som nr 116 i Akademiska Föreningens Nasotek.

## Filmografi i urval
- 1999 – Herr Pendel – flickorna
- 2001 – Music for one apartment and six drummers
- 2001 – Så vit som en snö
- 2001 – Hipp Hipp! (TV-serie)
- 2002 – Hotel Rienne
- 2002 – Hjärtats oro (TV-serie)
- 2002 – Vaktmästaren och professorn
- 2006 – Itzhaks julevangelium (TV-serie)
- 2006 – Kvinna vid grammofon
- 2007 – Hej rymden! (TV-serie)
- 2007–2009 – Mia och Klara (TV-serie)
- 2010 – Vid Vintergatans slut (TV-serie)
- 2010 – Sound of Noise
- 2010 – I Anneli (TV-serie)
- 2012 – Pax jordiska äventyr (TV-serie)
- 2012 – Mysteriet på Greveholm – Grevens återkomst (TV-serie)
- 2016 – Skolan (TV-serie)
- 2024 – Tabitas Tattoo (Tv-serie)
- 2025 – Ann-Marie väljer glädje (Tv-serie)

## Teater

### Roller (ej komplett)
| År   | Roll   | Produktion                                         | Regi         | Teater                      |
| ---- | ------ | -------------------------------------------------- | ------------ | --------------------------- |
| 2007 |        | Kalla det vad fan du vill Marjaneh Bakhtiari       | Anna Sjövall | Malmö Dramatiska Teater     |
| 2016 | Gafsan | Filifjonkan som trodde på katastrofer Tove Jansson | Ada Berger   | Malmö Stadsteater/ Dramaten |